# Octavia Sperati
Octavia Sperati, wcześniej znana jako Octavia to norweski zespół wykonujący gothic metal/doom metal.
Pierwszy album grupy, Winter Enclosure został wydany w 2005 roku. Kolejny album, Grace Submerged ukazał się w maju 2007 roku. Oba wydawnictwa ukazały się nakładem Candlelight Records, i były promowane na trasie koncertowej w Wielkiej Brytanii. Skład zespołu stanowią kobiety, poza perkusistą, Ivarem Alverem.
20 lipca 2008 roku, Octavia Sperati ogłosili na portalu MySpace, że wstrzymują działalność.
10 marca 2009 roku, wokalistka Silje Wergeland dołączyła do holenderskiego zespołu The Gathering, zastępując ówczesną wokalistkę grupy, Anneke van Giersbergen.

## Dyskografia
- Guilty (demo) (2002)
- Winter Enclosure (2005)
- Grace Submerged (2007)

## Skład zespołu
- Silje Wergeland - śpiew
- Bodil Myklebust - gitara
- Gyri S. Losnegaard - gitara
- Trine C. Johansen - gitara basowa
- Tone Midtgaard - instrumenty klawiszowe
- Ivar Alver - perkusja

### Byli członkowie
- Silje Røyseth (2000–2001) - perkusja
- Hege Larsen (2001–2004) - perkusja
- Christoffer Risbakk Vegsund (2004–2006)- perkusja